# Punto caldo di Tristan

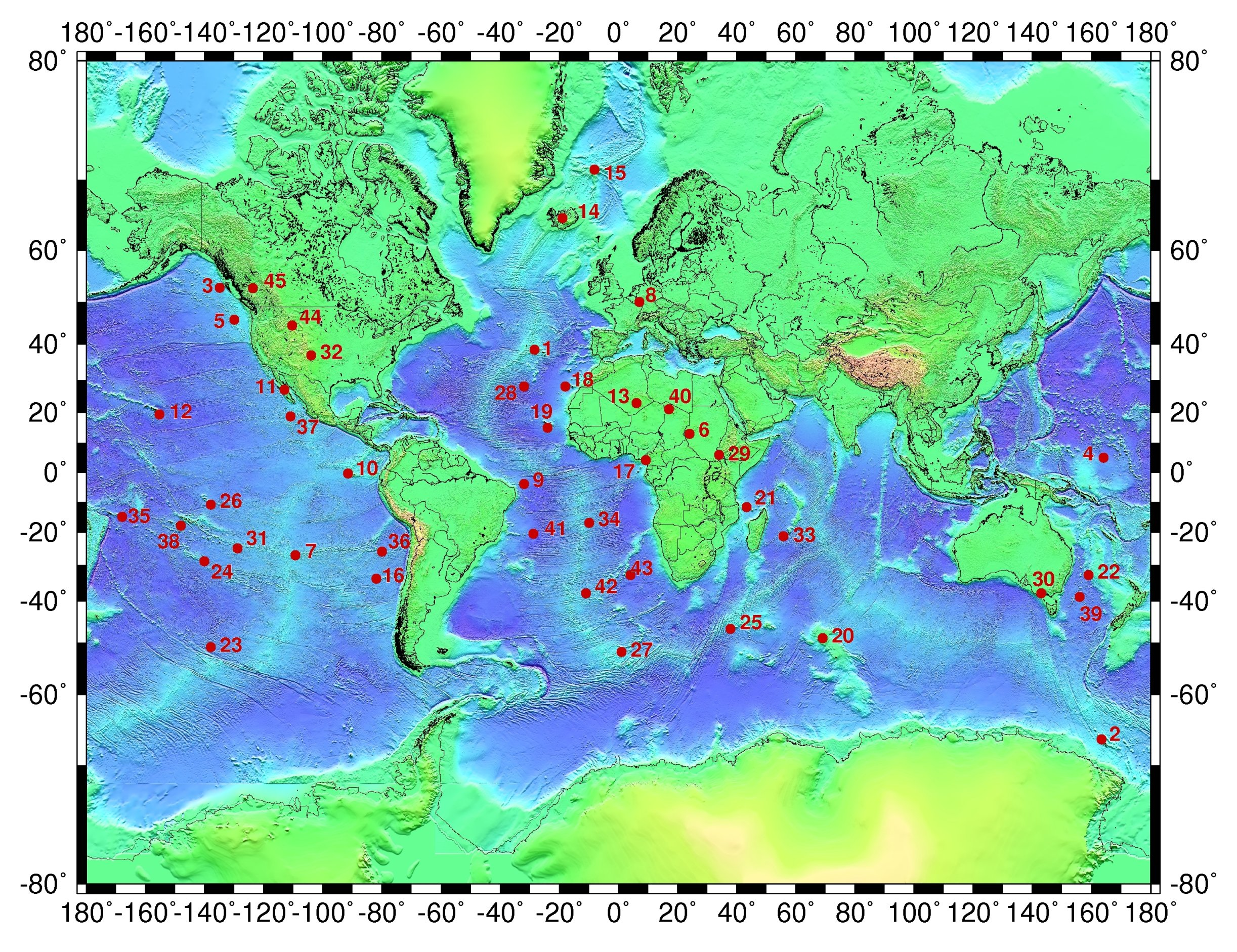
Nella soprastante mappa il punto caldo di Tristan è indicato con il numero 42.

Il punto caldo di Tristan è un punto caldo vulcanico situato nella regione meridionale dell'oceano Atlantico. Si ritiene che l'attività vulcanica direttamente correlabile a questo punto caldo abbia portato alla formazione dell'isola di Tristan da Cunha e delle dorsali sottomarine Walvis, al largo della costa sud-occidentale del Sudafrica, e Rio Grande, al largo della costa brasiliana.

## Geologia

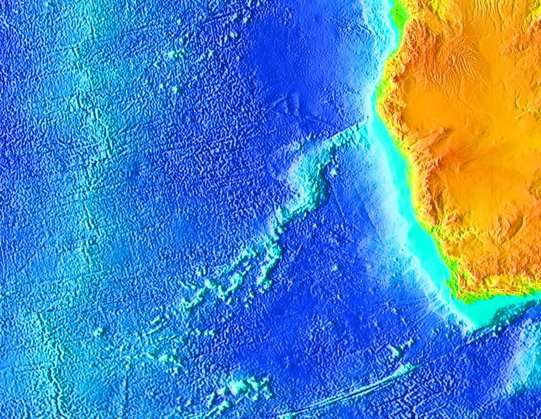
La dorsale Walvis, frutto dell'attività del superpennacchio al di sopra del quale è localizzato il punto caldo di Tristan.

I punti caldi presenti nella zona orientale dell'Atlantico meridionale si sono formati lungo la zona di generazione di pennacchi (in inglese: Plume generation zone, PGZ) della grande provincia a bassa velocità trasversale (in inglese: "Large Low Shear Velocity Provinces", "LLSVP") africana, uno dei due superpennacchi conosciuti sulla Terra.
Si ritiene che l'attività di tale superpennacchio che ha dato poi origine, tra gli altri, al punto caldo di Tristan sia iniziata per lo meno 135 milioni di anni fa, durante la fratturazione del Gondwana, una decina di milioni di anni prima dell'inizio dell'apertura dell'oceano Atlantico meridionale. In quel periodo, all'incirca 135-132 milioni di anni fa, tale attività ha portato alla formazione dei plateau basaltici continentali del Paraná-Etendeka, oggi localizzati, dopo la sopraccitata disintegrazione del Gondwana, in Brasile e in Namibia.
Nel Cretacico tra i 120 e gli 80 milioni di anni fa, dopo l'inizio del processo di apertura dell'Atlantico, l'attività vulcanica del pennacchio ha portato alla formazione di quella che è oggi la parte più orientale della dorsale Walvis e della parte più occidentale della dorsale Rio Grande. Durante questo periodo l'attività del pennacchio si è mantenuta copiosa e costante e i due suddetti segmenti di dorsale si sono così estesi simmetricamente rispetto alla dorsale medio atlantica, uno in direzione est e l'altro in direzione ovest. Come testimoniato dall'orientazione che vediamo oggi nei vari segmenti della dorsal Walvis, poi, circa 60 milioni di anni fa, durante il Maastrichtiano, l'orientazione dell'accrescimento del fondale è cambiata. L'attività del pennacchio sembra quindi essere diventata instabile, in un periodo compreso tra i 70 e i 60 milioni di anni fa, il che ha portato alla formazione di una biforcazione e alla creazione di due punti caldi, quello di Tristan e quello di Gough (anche se ancora oggi non è ben chiaro se essi rappresentino due sistemi vulcanici distinti), e conseguentemente di due tracciati separati. Infine, tra i 45 e i 35 milioni di anni fa, l'attività è diventata del tutto discontinua dando come risultato la formazione della provincia di guyot presente nella parte occidentale, e quindi più recente, della dorsale Walvis.
Sebbene quella descritta poc'anzi sia la teoria più accettata riguardo alla formazione della dorsale Walvis, c'è chi sostiene che essa non abbia avuto origine dal vulcanismo di un punto caldo. Nel 2005, infatti, Fairhead e Wilson hanno avanzato un'ipotesi secondo cui la dorsale Walvis non sarebbe il prodotto diretto dell'attività di un pennacchio del mantello, bensì essa si sarebbe formata come risultato di cambiamenti nei processi magmatici della dorsale medio atlantica indotti da cambiamenti negli stress interni inerenti alla separazione della placca africana dalla placca sudamericana.
Nel 2001 e nel 2002 sono state registrate centinaia di esplosioni vulcaniche in corrispondenza di una montagna sottomarina senza nome sita nella parte settentrionale della dorsale Walvis ma si ritiene che esse non siano correlate all'attività del punto caldo di Tristan.
Nel 2012 A. le Roex e altri hanno scoperto che proprio quando i punti caldi di Tristan e di Gough hanno avuto questo mutamento iniziando a generare guyot isolati piuttosto che massicce dorsali asismiche, quindi circa 44-40 milioni di anni fa, i punti caldi più a sud, ossia il Discovery, quello di Shona e quello di Bouvet, hanno iniziato a formare dei veri e propri tracciati identificabili ad esempio nella dorsale Meteor, per quanto riguarda il punto caldo di Shona, e nella dorsale di Shaka, per quanto riguarda quello di Bouvet. Prima di quel periodo le manifestazioni di questi punti caldi, posti anch'essi sul superpennacchio africano, erano state molto meno evidenti: tra queste si può citare l'aumento di volume della dorsale di Agulhas quando questa è passata al di sopra dei due punti caldi sopra menzionati tra gli 80 e i 60 milioni di anni fa.

## Ruolo nell'evoluzione
Nel 2000, basandosi su stime molecolari, Arnason e altri hanno scoperto che la separazione tra i generi Homo e Pan è avvenuto tra i 13 e i 10,5 milioni di anni fa (contrariamente a stime precedenti che invece suggerivano che tale separazione fosse avvenuta solo 5 milioni di anni fa).  Nel corso dello stesso studio i ricercatori hanno anche evidenziato come la divergenza tra Platyrrhini e Catarrhini, due parvordini dell'ordine dei primati, sia avvenuta circa 65 milioni di anni fa e come i secondi sembrino essersi evoluti in Sud America prima di disperdersi in Africa. Il team di Anarson ha quindi ipotizzato che il sistema di dorsali Rio Grande-Walvis fosse un tempo esposto al di sopra della superficie del mare, formando una catena di isole che nel Maastrichtiano e nel Paleocene (dai 70 ai 65 milioni di anni fa) avrebbero permesso a tali primati di diffondersi attraversando l'oceano. Non tutti sono però d'accordo con questa ipotesi, adducendo invece che la diffusione dei catarrini in Africa sia solo frutto di una più comune dispersione trans-oceanica, facilitata anche dal fatto che al tempo i due continenti erano più vicini.